# Gårtjärnen (Silleruds socken, Värmland)
Gårtjärnen är en sjö i Årjängs kommun i Värmland och ingår i Göta älvs huvudavrinningsområde.